# Erik Granat
Erik Tobias Granat (Hudiksvall, 9 agosto 1995) è un calciatore svedese, centrocampista del Lucksta IF.

## Caratteristiche tecniche
È prevalentemente un centrocampista centrale, anche se in alcune occasioni è stato schierato sulla fascia. Viene descritto come un giocatore veloce e tecnico, non molto imponente dal punto di vista fisico.

## Carriera
È un prodotto del settore giovanile del GIF Sundsvall.
La prima presenza in Superettan, l'unica di quella stagione, l'ha messa a referto il 17 agosto 2014 nei minuti finali della vittoria per 5-1 sull'Öster.
A fine campionato la squadra ha riconquistato la promozione in Allsvenskan, il massimo campionato nazionale.
Il 20 aprile 2015 ha giocato la sua prima partita in Allsvenskan. Nell'arco dell'anno è sceso in campo in quattro occasioni, subentrando dalla panchina in tutti i casi.
Durante la stagione successiva è stato schierato dal primo minuto 15 volte su 30 partite, mentre 8 volte è entrato a partita in corso. Il 25 luglio 2016 ha realizzato la sua prima rete, con un diagonale di prima intenzione che ha valso il temporaneo 0-3 sul campo del Djurgården.
Il suo utilizzo è però crollato nei campionati 2017 e 2018, durante i quali ha giocato complessivamente solo una partita, con 11 minuti all'attivo.
Dopo aver trascorso 14 anni – tra giovanili e prima squadra – al GIF Sundsvall, nel gennaio 2019 Granat si è trasferito in terza serie al Team TG, club della cittadina di Umeå. Terminato il contratto annuale, è stato ingaggiato da un'altra società militante in terza serie, il Gefle, anche in questo caso con un contratto di un anno poi rinnovato anche per una seconda stagione.
Dal 2022 in poi si è diviso fra quarta e quinta serie nazionale con le maglie di Sund IF e Lucksta IF.